# Ivan sedlo
Ivan sedlo je planinski prijevoj u BiH. 

## Zemljopis
Nalazi se na 959 do 967 metara nadmorske visine. Smješten je između planina Bitovnje i Bjelašnice, na na Ivan planini. Ponad Ivan sedla je Preslica planina. Njime se povezuje dvije velike cjeline države BiH: Bosnu i Hercegovinu. Ovo sedlo je poveznica između dolina rijeka Bosne i Neretve.

## Promet
Cesta M17 Sarajevo - Konjic i željeznička pruga (tunel).